# 래플스플레이스역

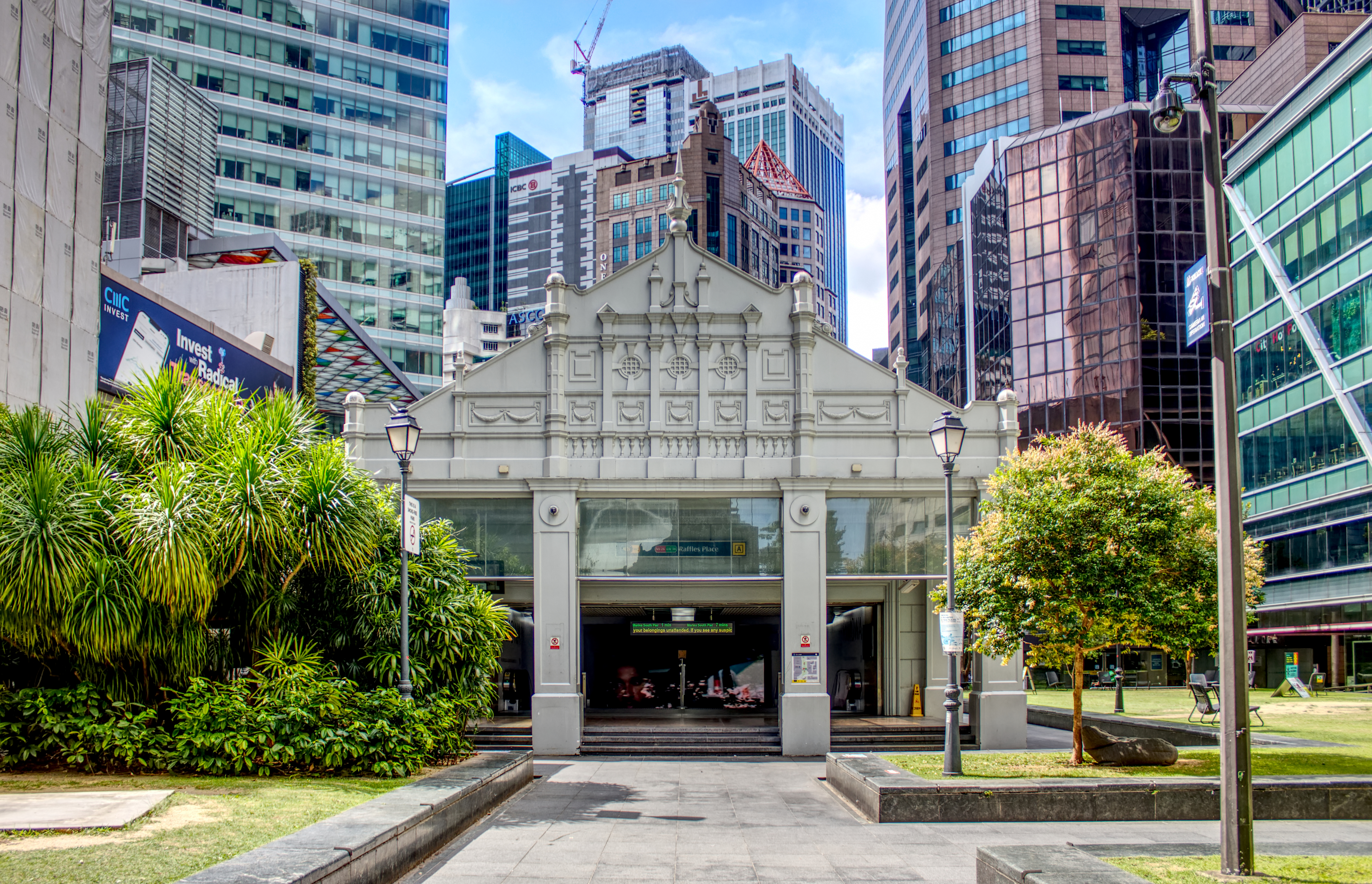

래플스플레이스역(Raffles Place MRT station)은 싱가포르 노스사우스선(NSL)과 이스트웨스트선(EWL)에 있는 지하 MRT(Mass Rapid Transit) 환승역이다. 다운타운 코어에 위치한 이 역은 싱가포르강 남쪽의 래플스 플레이스(Raffles Place) 아래에 있다. 역에는 풀러턴 호텔, 머라이언 공원, 아시아 문명 박물관 등 다양한 랜드마크와 원 래플스 플레이스, OCBC 센터 등 다양한 상업 건물이 있다.
처음에는 센트럴역으로 명명된 이 역은 1982년 원래 MRT 네트워크의 초기 계획에 포함되었다. 시청과 래플스플레이스역 사이의 터널 건설에는 싱가포르 강의 배수가 필요했다. 이 역은 1987년 12월 12일 MRT가 아우트램 파크(Outram Park) 역까지 연장되면서 개통되었다. 인접한 시청역과 마찬가지로 NSL과 EWL 사이의 교차 플랫폼 환승은 11월 4일 MRT 네트워크가 두 개 노선으로 분할되기 전인 1989년 10월 28일에 시작되었다.
역에는 10개의 입구가 있으며 그 중 3개는 식민지 스타일의 외관을 채택하고 있다. 역에는 세 가지 예술 작품이 전시되어 있다. 림수용(Lim Sew Yong)과 탕 키앙 하우(Thang Kiang How)의 두 벽화는 싱가포르 역사의 장면을 묘사하고 아 티홍(Aw Tee Hong)의 조각품은 중국 쓰레기에서 영감을 얻었다.